# 2-я армия (РККА)

Территории бывшей Российской империи, оккупированная Вооружёнными силами Германии и Австро-Венгрии, после заключения Брестского мира.

2-я армия — армия РККА Вооружённых сил Донецко-Криворожской советской республики (Украинской Советской Республики) и Советской России, сформированная во время Гражданской войны.
Сокращённое действительное наименование формирования в служебных (рабочих) документах 2 А.

## Первое формирование (март — апрель 1918)
17 марта 1918 года в Екатеринославе открылся 2-й Всеукраинский съезд Советов. Он принял резолюцию «Об организации военной силы», обязав делегатов развернуть в каждом городе и селе работу по созданию вооружённых сил Украинской Советской Республики. Съезд объединил силы советских республик для борьбы против внешних и внутренних врагов (см. Революция и Гражданская война на Украине).
Началось сведение Красногвардейских отрядов, отрядов бывшей Русской армии, воинских частей и отрядов Советских республик в пять армий численностью по 3 — 3,5 тысячи человек. По сути, эти армии были бригадами с ограниченными возможностями. Командующим войсками 2-й армии стал Е. М. Венедиктов.
Одна из пяти советских армий, создана в конце марта 1918 года в связи с наступлением на Украины германо-австрийских оккупационных войск.

### Состав
В армию входили:
- управление
- Часть Тираспольского отряда (5-й и 6-й Заамурские кавалерийские полки, артиллерийская батарея, автоотряд, два броневика)
- отряды екатеринославских рабочих

### Боевые действия
После сформирования армия сдерживала наступление германо-австрийских интервентов во время боёв на линии Никополь — Александровск, затем с боями отходила к Екатеринославу, обороняла Екатеринослав, затем отступила в Донбасс. К началу апреля в армии насчитывалось 1000 штыков и незначительное число сабель (конницы). Вместе с частями 1-й армии принимала участие в боях на территории Донецко-Криворожской советской республики в районе Чаплино, у Миллерово, после которых часть армии отошла на Царицын, а часть на Калач и Воронеж.

### Командный состав
Командующие:
- Венедиктов Е. М. (с 2 по 20 апреля 1918)
- Бондаренко (с апреля 1918)

## Второе формирование (июнь 1918 — июль 1919)
Создана в июне 1918 года директивой командующего Восточного фронта из отрядов Оренбургской и Уфимской групп. Входила в состав Восточного фронта. Расформирована 16 июля 1919 года, а управление армии переведено на Южный фронт и стало управлением особой группы Шорина.

### Состав
В армию входили:
- управление
- 1-я Орловская пехотная дивизия (сентябрь 1918)
- 5-я стрелковая дивизия (апрель — июль 1919)
- 7-я стрелковая дивизия (февраль — июнь 1919)
- 21-я стрелковая дивизия (январь — июль 1919)
- 28-я стрелковая дивизия (сентябрь 1918 — август 1919)
- Вятская особая дивизия (октябрь — декабрь 1918)

### Боевые действия
В июне — июле 1918 года вела бои в бассейне рек Кама и Белая.
5 августа 1918 года части 2-й армии перешли в наступление и перерезали железную дорогу Нурлат — Бугульма, но затем попали под контрудар белых и отступили к Мензелинску и Сарапулу. 
В августе 1918 в связи с Ижевско-Воткинским восстанием отошла в район Арск, Вятские Поляны, Мензелинск, севернее Воткинска. Участвовала в наступлении Восточного фронта 1918—1919: в Казанской и Ижевско-Воткинской операциях (сентябрь-ноябрь 1918), вела наступление на сарапуло-красноуфимском направлении (ноябрь 1918), действовала против Пермской группировки войск Колчака (декабрь 1918) и в районах Кунгура и Осы (декабрь 1918 — февраль 1919). В марте — мае 1919 под ударами противника армия отошла в район реки Вятки.
С мая 1919 года армия участвует в контрнаступлении Восточного фронта 1919. В ходе Сарапуло-Воткинской операции армия занимает Ижевск (7 июня) и Воткинский завод (11 июня). В ходе дальнейшего наступления провела Пермскую и Екатеринбургскую операции, заняв Кунгур (1 июля) и Екатеринбург (14 июля).

### Командный состав
Командующие:
- Яковлев В. В. (до 26 июня 1918; настоящая фамилия Мячин К., перешёл на сторону белых)
- Махин Ф. Е. (26 июня — 3 июля 1918, перешёл на сторону белых)
- Харченко А. И. (3 — 4 июля 1918, перешёл на сторону белых)
- Блохин В. Н. (14 июля — 3 сентября 1918)
- Максимов И. Ф. (врид. 3-27 сентября 1918)
- Шорин В. И. (28 сентября 1918 — 16 июля 1919)

Члены РВС:
- Гусев С. И. (12 сентября — 4 декабря 1918)
- Штернберг П. К. (17 сентября 1918 — 18 июня 1919)
- Сокольников Г. Я. (19 сентября — 2 ноября 1918)
- Соловьёв Василий Иванович (3 декабря 1918 −12 июня 1919)
- Сафонов А. К. (15 апреля — 16 июля 1919)
- Малютин Д. П. (15 апреля — 12 июня 1919)
- Султан-Галиев М. Г. (19 июня — 1 июля 1919)

Начальники штаба:
- Кельчевский Е. А.(15 августа — 13 сентября 1918, перешёл на сторону белых)
- Семёнов Н. Г. (19 сентября — 2 ноября 1918)
- Афанасьев Ф. М. (врид. 3 ноября — 12 декабря 1918, 23 февраля — 3 мая 1919, 18 июня — 12 июля 1919)
- Зундблад А.О. (врид. 13 декабря 1918 — 23 февраля 1919)
- Дмитриев (врид. 3 мая — 17 июня 1919)